# Ordoška kultura
Ordoška kultura (poenostavljeno kitajsko  鄂尔多斯文化, tradicionalno kitajsko 鄂爾多斯文化) je bila materialna kultura regije s središčem v okljuku reke Ordos v sedanji kitajski provinci Sjujuan in delu Notranje Mongolije. Kultura je cvetela v bronasti in zgodnji železni dobi od 6. do 2. stoletja pr. n. št. Znana je po pomembnih najdbah skitske umetnosti in lahko predstavlja najbolj vzhodno kulturo indoevropskih evrazijskih nomadov, kot so bili Saki. Ordoško kulturo je mogoče povezati s Paleo-Sibirci ali Jenisejci. Pod dinastijama Čin in Han je območje prešlo pod oblast omenjenih kitajskih držav. 

## Ozadje
Ordoška planota je bila porasla s travo, grmovjem in drevjem in dovolj bogata z vodo,  da je imela bogate pašnike, v tistem času najboljše v azijski stepi.
Ozemlje z džukajguško in šimavsko kulturo so v 6. stoletju pr. n. št. zasedli nomadi s severozahoda, ki so jih v 2.  stoletju pr. n. št. pregnali Šiungnuji. Nekateri avtorji datirajo prihod nomadov s severa in zahoda v 4. stoletje pr. n. št., kar približno ustreza obdobju osvajanj Aleksandra Velikega v Srednji Aziji. Priseljevanje iz Srednje Azije in južne Sibirije skozi gansujski koridor je potekalo v več valovih. Med priseljenci so bili morda tudi Juedži.
Obdobje priseljevanja se približno ujema tudi z obdobjem, ko so v kitajski državi Džao v obdobju vojskujočih se držav uvedli konjenico nomadov, ki so jih Kitajci imenovali Hu (barbari) ali Donghu (vzhodni barbari) in Linhu (gozdni barbari). Kitajski viri včasih jasno ločujejo Hune od Šiungnujev, ki so do konca  3. stoletja pr. n. št. utrdili svoj imperij. Izraz Hu je bil na Kitajskem splošen naziv za nomadsko ljudstvo.

## Značilnosti zgodnjega obdobja
Ordoška kultura je znana po ordoškem bronastem orožju, zaključkih za drogove šotorov, konjski opremi ter majhnih ploščicah in dodatkih za oblačila in konjsko opremo v živalskem slogu. Umetnost je povezana tako z veliko bolj zahodno skitsko umetnostjo kot s kitajsko umetnostjo. Njena povezava s Šiungnuji je sporna.
Ordosi naj bi bili najbolj vzhodno iransko ljudstvo v Evrazijski stepi, naseljeno vzhodno od bolj znanih, tudi indoevropsko govorečih Juedžev. Obrazne poteze ljudi na arheoloških najdbah imajo običajno evropoidne značilnosti, zato se ordoška kultura povezuje s Skiti, Jueži ali Paleo-Sibirci, natančneje z Jenisejci. Orožje, najdeno v grobovih po ordoških stepah, je zelo podobno orožju Skitov in Sakov. Ordoška kultura ima veliko podobnosti tudi s kulturo šadžing v Gansuju na zahodu, kulturo Sakov v Šindžjangu in kulturo Zgornjega Šjadžidjana v Ljaoningu na severovzhodu.
Najnovejši arheološki in genetski podatki kažejo, da so Zahodni in Vzhodni Skiti iz 1. tisočletja pr. n. št. nastali neodvisno, vendar so imel oboji skupne prednike Jamnaje, ki so se razširili proti vzhodu z območja evropskih step.

### Zgodnji bronasti predmeti 6.-5. stoletje pr. n. št.)
Več najdenih predmetov iz ordoške kulture iz 6. do 5. stoletja pr. n. št. odraža nomadsko kulturo, ki je temeljila na vozu in ne na konju. Mednje spadajo okraski z jarmov, najdeni v nomadskih grobnicah.
Predmeti so izdelani iz brona. zlato in srebro sta se pojavila šele v 4. stoletja pr. n. št. skupaj s kulturo jezdenja konj. Okraski vozov so približno v tistem času izginili iz grobov. Predmeti so bili verjetno ustvarjeni v livarnah preddinastičnega Čina za nomadske pastirje iz Ordosa.

### Uvedba novih kovin in sloga (4.-3. stoletje pr. n. št.)
Približno v 4. stoletju pr. n. št. so se grobni pridatki začeli opazno spreminjati. Voz, ki je bil med nomadskimi ljudmi osrednji pogrebni artefakt, je nadomestil konj. Ikonografija nagrobnih artefaktov je očitno izhajala iz altajskih ali vzhodnosrednjeazijskih motivov. Nova ikonografija kaže, da so tja, verjetno v več valovih, skozi Gansu prišli nomadi na konjih iz Srednje Azije in južne Sibirije.
Kositer in bron sta nadomestila zlato in srebro. Zlat jelen z orlovo glavo, najden na južnem robu puščave Ordos, je značilen predstavnik novega sloga, ki so ga uvedli prišleki. Motiv bitja z glavo ujede je znan že pred paziriško kulturo in je del evrazijskega simbolnega sistema, znanega od okoli 7. stoletja pr. n. št. in identificiranega na grobiščih Sakov. V Ordosu so izkopali tudi nomadsko zlato krono, datirano v 3. stoletje pr. n. št. Nove tehnike z zahoda je kasneje sprejela tudi Kitajska.
Te najdbe se pogosto pripisuje Šiungnujem, vendar je to nemogoče, saj Šiungnujev v 4. stoletju pr. n. št. še ni bilo v Ordoški regiji. Pripisati se  jih mora nomadom, ki so tam živeli pred Šiungnuji, vključno morda z Juedži.
- Paziriška tetovaža z zoomorfnimi simboli, 4. stoletje pr. n. št., predhodnica ordoških vzorcev[11]
- Zlat jelen z orlovo glavo, značilen za nov slog, ki so ga uvedli nomadi iz Ordosa; predmet je bil izkopan na južni meji Ordoške puščave[10]
- Nomadska zlata krona iz 3. stoletja pr. n. št.[11]
- Zlata pasna zaponka iz 4.-3. stoletja pr. n. št.

## Stiki s sosednjimi ljudstvi
Etnolingvistični izvor in značaj ordoške kulture nista znana, se pa se, da so nanjo močno vplivale indoevropske kulture. Umetnost ordoške kulture ima nekaj podobnosti z umetnostjo Donghujev, mongolsko govorečega nomadskega plemena vzhodno od Ordosa. Poodobnosti kažejo na tesne vezi med njimi.
Prebivalstvo Ordosa je bilo tudi v stiku  in domnevno pogosto v vojni  z ljudstvi pred Hani in samimi Hani. Ordoška kultura je geografsko pokrivala regije, ki so jih kasneje zasedli Hani, vključno z območji severno od poznejšega Kitajskega zidu in najsevernejšega okljuka Rumene reke. 
Zahodno od ordoške kulture je bilo še eno indoevropsko ljudstvo, Juedži, vendar o odnosih z njimi ni nič znanega.  

## Prihod Šiungnujev (okoli 160 pr. n. št.)
Ko so se okoli leta 160 pr. n. št. Šiungnuji razširili proti jugu, so zasedli tudi območje ordoške kulture in prišli v neposreden stik s Kitajci. Od tam so v letih 167, 158, 142 in  129 pr. n. št. izvedli uničujoče pohode na kitajsko ozemlje.
Vojna Hana s Šiungnuji se je začela s cesarjem Gaodzujem. Dinastija Han je leta 127 pr. n. št. zasedla območje Ordosa in ustanovila poveljstvo Šuofang.

### Najdbe iz šiungnujskega obdobja
Med najdene predmete iz tega obdobja spada pasna zaponka iz pozlačenega srebra v obliki klečečega konja, izdelana v 3.-1. stoletju pr. n. št. v severni Kitajski. Pasne zaponke s prizori živalskih bojev so izdelovali v 2.–1. stoletju pr. n. št. v severnokitajskih delavnicah predvsem  za Šiungnuje.
- Pasna zaponka s parom mačk, ki napadata antilopi, izhaja iz starejše skitske umetnosti; Ordos, 3. stoletje pr. n. št.; zaponka je kljub zgodnjemu datumu opisana kot šiungnujska[37][38][39]
- Pasna zaponka z motivom rokoborcev; Ordos in zahodni del severne Kitajske, 2. stoletje pr. n. št., bron, Etnološki muzej, Berlin[40]
- Srebrn konj, Ordos, 4.-1. stoletje pr. n. št.[34][35]
- Pasna zaponka, Ordos, 3.-1. stoletje pr. n. št.[36][35]
- Konj, ki ga napada tiger, Ordos, 4.-1. stoletje pr. n. št.[41]